# Pierre Tack
Pierre Armand Tack (Kortrijk, 18 december 1818 - 11 april 1910) was een Belgisch politicus voor de Katholieke Partij.

## Levensloop
Tack was een zoon van brouwer Pierre Tack en van Isabelle Devos. Hij was getrouwd met Sophie Roels.
Hij promoveerde tot doctor in de rechten (1844) voor de middenjury, na studies aan de Katholieke Universiteit Leuven. Hij werd advocaat aan de balie van Kortrijk en was ook bierbrouwer. Van 1849 tot 1854 was hij stadssecretaris van Kortrijk. 
In 1863 werd hij verkozen tot gemeenteraadslid van Kortrijk en was er schepen van 1867 tot 1870 en van 1872 tot 1907.
In 1854 werd hij verkozen tot volksvertegenwoordiger in het arrondissement Kortrijk voor de Katholieke Partij en vervulde dit mandaat onafgebroken tot in 1908, hetzij gedurende 54 jaar.
Hij vervulde heel wat functies binnen de Kamer:
- secretaris in 1856-1857;
- ondervoorzitter van 1871 tot 1878 en van 1884 tot 1897;
- voorzitter van de Commissie van de comptabiliteit van 1872 tot 1878 en van 1885 tot 1889 en in 1897;
- lid van de Commissie van financies van 1871 tot 1908, en voorzitter gedurende een aantal jaren.

Tack was minister van Financiën in juli-augustus 1870 in de regering Jules d'Anethan. In 1897 werd hij benoemd tot Minister van Staat.
Hij was verder ook:
- erevoorzitter van de Vereniging voor geschiedenis en archeologie in Kortrijk;
- bestuurder en voorzitter van de Algemene Spaar- en Lijfrentekas;
- bestuurder van de Bank van Kortrijk;
- lid en voorzitter van de Kas van deposito's en consignaties.

Naar hem werd in Kortrijk de Zuiderlaan omgedoopt tot Minister Pieter Tacklaan.